# A Melhor Banda de Todos os Tempos da Última Semana (canção)
"A Melhor Banda de Todos os Tempos da Última Semana" é uma canção da banda brasileira Titãs, lançada como primeiro single do disco de mesmo nome do grupo. A música faz uma crítica bem-humorada ao mercado fonográfico.
Devido ao seu teor, é frequentemente citada em diversas teses, estudos e artigos acadêmicos, além de livros didáticos. Parte de sua letra também foi utilizada em questões do ENEM em 2015 e 2018.

## Ficha técnica
- Branco Mello − voz
- Nando Reis - baixo
- Charles Gavin − bateria
- Paulo Miklos − gaita e vocal de apoio
- Jack Endino − guitarra
- Tony Bellotto − guitarras de 6 e 12 cordas
- Paul Ralphes e Titãs − palmas
- Armando Marçal − percussão
- Sérgio Britto − vocal de apoio